# تارمو أوسيفيرتا
تارمو أوسيفيرتا (بالفنلندية: Tarmo Uusivirta)‏ (5 فبراير 1957 – 13 ديسمبر 1999) هو ملاكم فنلندي راحل، مثّل بلاده في الألعاب الأولمبية الصيفية 1980.

## روابط خارجية
تارمو أوسيفيرتا على موقع بوكس ريك (الإنجليزية) (registration required)
- تارمو أوسيفيرتا على موقع اللجنة الأولمبية الدولية (الإنجليزية)
- تارمو أوسيفيرتا على موقع أوليمبيديا (الإنجليزية)